# رانیران
رانیران (به انگلیسی: Runiran) یک شرکت خصوصی خودروسازی ایرانی سازنده اتوبوس است، که در سال ۱۳۷۰ تأسیس شد. این شرکت نمایندگی مونتاژ اتوبوس‌های شهری و بین‌شهری ولوو در ایران را دارا می‌باشد.
این شرکت که در شهر ساوه قرار دارد در فضایی به مساحت ۱۳۰ هزار متر مربع و سالن‌های سرپوشیده مجهز به مساحت ۳۲ هزار و ۵۰۰ متر مربع احداث شده‌است و توان تولید ۶ اتوبوس در روز و ۱۸۰۰ اتوبوس در سال را دارد.

## تاریخچه
این مجموعه از سال ۱۳۲۵ فعالیت اتوبوس ‌سازی را آغاز کرده و با ایجاد کارخانه مجهز تولید اتوبوس و مینی بوس، نخستین اتوبوس ها و مینی ‌بوس ‌ها را در ایران تولید کرده است.
در سال ۱۳۷۰ نیز بین این شرکت و شرکت اتوبوس‌ سازی ولوو سوئد (VOLVO BUS CORPORATION) قرارداد نمایندگی انحصاری خرید شاسی (قطعات CKD) و ساخت بدنه انواع اتوبوس‌های شهری و بین شهری (CITY & COACH) ولوو و همچنین عرضه خدمات پس از فروش به امضا رسید.
این شرکت نخستین شرکتی است که به تولید اتوبوس‌های شهری و توریستی مدرن در ایران مبادرت کرده است.
از سری محصولات تولیدی این شرکت می توان به اتوبوسهای شهری ولوو B7R و B10M و اتوبوسهای بین شهری B7R SUPER SALON و B12 و B7R MK II و B12 BOGIE و B12BTX و B7R MK III و B9R I-SHIFT و B7R MK I می توان  اشاره کرد .
این مجموعه با بیش از ۷ دهه حضور در عرصه سازندگی، تولید و عرضه انواع اتوبوس‌ها و مینی‌بوس و با بهره‌گیری از مدیران ، مهندسان ، کارکنان و کارگران کارآزموده و شرکت در دوره های آموزشی بین المللی با استفاده از آخرین دستاوردهای تکنولوژیک جهان در تولید مدرن‌ ترین اتوبوس‌های شهری و بین شهری در ایران پیشگام بوده و شهرت فراگیر نام رانیران در بازارهای داخلی و خارجی هم‌ اکنون باعث شده که تقاضا برای اتوبوس‌های رانیران به طور مداوم در حال افزایش باشد .
شایان ذکر است که ، اتوبوسهای ساخت این شرکت علاوه بر استفاده از سیستم گسترده خدمات پس از فروش در سراسر ایران به دلیل برخورداری از استانداردهای فنی و کیفی ولوو سوئد می‌توانند از مراکز تعمیرگاهی و خدمات پس از فروش ولوو در سراسر دنیا نیز استفاده نمایند.

در سال ۹۲ با توجه به تحریم قطعات ، تولید این کارخانه در روز به ۰ اتوبوس رسید و نهایتا در سال ۹۳ با اخرین سرباز خود VOLVO B9R I'SHIFT از دور رقابت کناره کشی کرد اما هنوز هم محصولات این شرکت در حال رقابت با رقبای بروز خود هستند.

رانیران هنوز هم هواداران زیادی را دارد که در انتظار بازگشایی این شرکت هستند.

## محصولات

### اتوبوس‌های شهری
- اتوبوس شهری VOLVO B۷
- اتوبوس شهری B۱۰M

### اتوبوس‌های بین‌شهری
- ‌ اتوبوس بین شهری VOLVO B7R MKI
- اتوبوس بین شهری VOLVO B7R MKII
- اتوبوس بین شهری VOLVO B7R MKIII
- اتوبوس توریستی B12
- اتوبوس توریستی B12 Bogie
- اتوبوس توریستی B12B TX
- اتوبوس توریستی B9R کلاسیک 44 صندلی
- اتوبوس توریستی B9R VIP